# 兴工街站
兴工街站位于辽宁省大连市沙河口区，是大连地铁1号线的一个车站，于2015年10月30日随一号线一期开通而启用。

## 位置
兴工街站位于沙河口区西安路与兴工街交汇口南侧，车站主体结构沿西安路布置。

## 结构
兴工街站为岛式站台地下站。
| B1层 | 站厅                                       | 站厅、自动售票机                  |
| B2层 | 轨道                                       | ← █ 1号线列车往西安路（河口方向） |
| B2层 | 岛式站台，列车运行方向左侧的车门将会被打开 |                                   |
| B2层 | 轨道                                       | █ 1号线列车往中长街（姚家方向）→  |

## 出入口
兴工街站共有5个出入口，其中A、B出入口位于西安路东侧，C1、C2及D出入口位于西安路西侧，无障碍电梯设置于D出入口。
| 出口编号     | 出口指示 | 照片 | 建议前往的目的地                                               |
| ------------ | -------- | ---- | -------------------------------------------------------------- |
| 出口 · A     |          |      | 西安路、民权街、永长街、百盛购物中心、机车商厦、大连市第八中学 |
| 出口 · B     |          |      | 长江路、大连市口腔医院、抚顺街小学                             |
| 出口 · C · 1 |          |      | 兴工街、福佳爱琴海购物公园、机车医院                           |
| 出口 · C · 2 | 暂停使用 |      | 西安路                                                         |
| 出口 · D     |          |      | 西安路、中央大道购物广场、尚品天城                             |

## 公交换乘
- - 6、8、17、24、34、503、514路公交车。
- - 8、10、35、405、505、514、528、532、705、909、1101、1103、1104、1105、1106、1302、2003、2004路公交车，201、202路有轨电车。
- - 10、532、1101、1103、1104、1105、1106、1108、1109、2003路公交车，BRT快速公交。
- - 6、503、528、1109路公交车。